# Аверченков, Анатолий Павлович
Анатолий Павлович Аверченков — советский хозяйственный, государственный и политический деятель.

## Биография
Родился в 1930 году в Москве. Член КПСС.
Участник обороны Москвы.
В 1960—1978 — научный сотрудник, секретарь парткома НИИ железобетона, руководящий работник управления «Моспромстройматериалы».
В 1978—1985 — председатель исполнительного комитета Перовского Совета депутатов трудящихся города Москвы.
В 1985—1986 — первый секретарь Перовского районного комитета КПСС города Москвы.
Делегат XXVII съезда КПСС.
После отстранения от работы в рамках чистки руководящих кадров Ельциным совершил неудачную попытку суицида, бросившись из окна строящегося здания
Жил в Москве.

## Сочинения
- Буянов Ю. Д. Песчано-гравийные, щебеночные и глиняные карьеры / Ю. Д. Буянов, А. П. Аверченков, К. С. Бессмертный. — М. : Недра, 1964. — 359 с. + 3 отд. л. схем: ил.

## Награды
- Орден Дружбы народов (16.01.1981)